# Paulownia
A Paulownia nemzetség rendszertani besorolástól függően 6-17 fajt tartalmaz, az ajakosvirágúak (Lamiales) rendjébe, ezen belül a Paulowniaceae családjába tartozik. Korábban a tátogatófélék (Scrophulariaceae) közé sorolták; ez volt a család egyetlen fatermetű nemzetsége.
Lombhullató fák nagy, szív alakú levelekkel. A Paulowniák évente körülbelül 2-3 méteres növekedésre képesek, 10-25 méteres magasságúra nőnek.
Kelet- és Dél-Ázsiában őshonosak, Kína túlnyomó részén, Vietnámban, Észak-Laoszban, Japánban és a Koreai-félszigeten is találkozhatunk Paulownia fajok egyedeivel.

## Nevének eredete
A nemzetséget „Paulownia” Philipp Franz von Siebold. a Távol-Keleten dolgozó bajor botanikus, természettudós jegyezte le 1835-ben. Anna Pavlovna Romanova nagyhercegnőről, I. Pál orosz cár lányáról, II. Vilmos holland király feleségéről nevezte el. A nagyhercegnő állítólag kedvenc fájának nevezte a Paulowniát. (Régi írásmódja Paulovnia, ma a Paulownia az elterjedtebb.)
Európában először az 1800-as években, Franciaországban telepítették.

## Megjelenése, felépítése

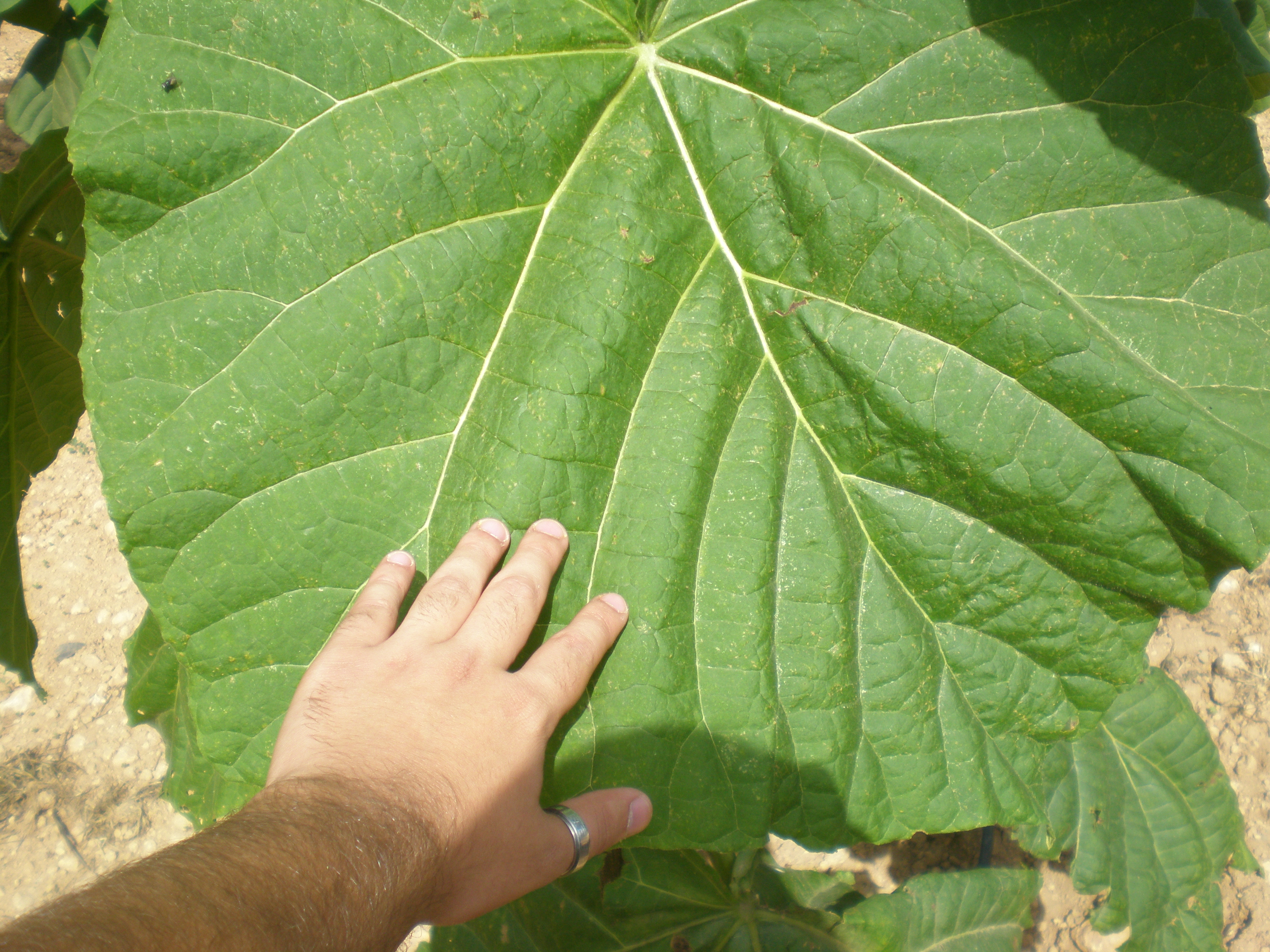
Paulownia levél

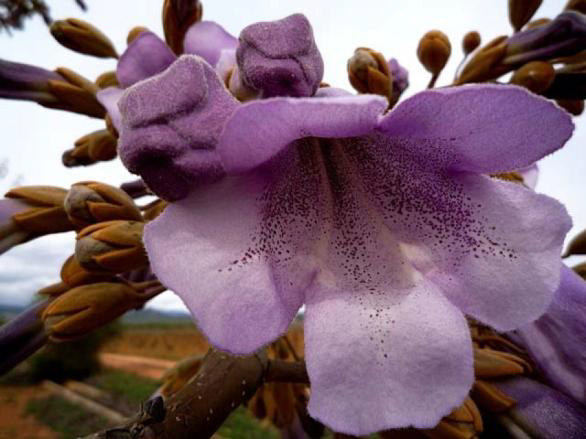
Paulownia virág

10–15 m magas fa — az idősebbek akár a 20 m-t is elérhetik. Szabad állásban rövid, vaskos törzset és akár földig boruló hatalmas, félgömb alakú koronát fejleszt. Az ágak terjeszkedésének irányát a hely, illetve a megvilágítás határozza meg. Az ipari célú ültetvényekben 4–6 méteres, ágtiszta törzseket nevelnek.
Kérge fiatalon barnásszürke, az idősebb példányoké a szürke árnyalataiban játszik. Az idősebb fák kérge is sima marad, rajta apró, barnás paraszemölcsök nőnek.
Keresztben átellenes álló, szélesek, szív alakú levelei 20–40 cm hosszúak (fiatalon hármas örvekben is állhatnak). A levélszél fogas, enyhén fűrészes lehet.
Kellemes illatú virágai 30–40 cm hosszú bugavirágzatba állnak össze. 
A buga virágnyelvei nemezesen szőrösek, a csésze szőrös, világosbarna. A párta a fehértől a lila összes árnyalatán át rózsaszínig pompázhat. Négy sárga porzót tartalmaz. A virágzat színe jelentősen függ a fa tápanyagellátásától és a talaj vízáteresztő képességétől.
Fürtökben lelógó, hegyes csúcsú tojás alakú toktermései kezdetben zöldek, majd őszre barnára érnek. A toktermés sok apró, szárnyas magot tartalmaz.

## Életmódja, termőhelye
Európában a mediterrán éghajlati övben március elejétől virágzik, hazánkban ez a nagyon látványos jelenség májusra tehető. Magvait leginkább a szél terjeszti.
Gyorsan gyarapszik: egy átlagos magyarországi lombos fa évente és hektáronként körülbelül 8–12 széndioxidot köt meg; a Paulowniák mintegy 17 tonnát. Kínában ezért több millió hektáron ültetik a szennyezett levegő tisztítására.

## Faanyaga
A megfelelő körülmények között nevelt Paulowniák 5–7 év után nagyjából 0,5 köbméter faanyagot adnak.
A fája sárgásfehér, könnyű puhafa, amely csak magas hőfokon gyullad meg. Fűtőértéke a lucfenyőéhez hasonlít (20 000 kJ/kg).
Nagyon könnyű, puha, vetemedésre nem hajlamos fája könnyen megmunkálható.

## Felhasználása

### Faanyaga
Faanyagát sok helyen hasznosítják.[forrás?] Mivel nem vetemedik, könnyen szárad és könnyen megmunkálható, kedvelt bútoripari alapanyag.[forrás?] Bútorként a színe a nyers fenyőéhez hasonlatos, de anyaga annál puhább, mechanikai tulajdonságai kedvezőtlenebbek.
Könnyű súlya miatt használható például repülőgépek bútorzatául is, valamint vízállósága miatt szörfdeszka alapanyag. Tömör testű elektromos gitárok is készülnek belőle. Japánban kiri néven a koto nevű pengetős hangszer részeinek, egyéb háztartási faáruknak kedvelt anyaga.
Magas hőfokon gyúlékony csak, ezért alapanyaga lehet szaunáknak, hőszigeteléseknek.
Faanyagának kedvező tulajdonságai miatt kedvelt alapanyag az építőiparban is.[forrás?]

### Levele, ága
Ágai, levelei, virágai és termései elsődlegesen biomasszaként kerülnek felhasználásra. Telepítéstől függően a fa egésze is felhasználható biomasszaként, azonban értékes faanyagát érdemesebb fűrészáruként hasznosítani.[forrás?]

## Szaporítása
A Paulownia fafajok alapvetően természetes módon, magról szaporíthatóak.
Paulowniák esetében a szaporítás fontos kérdés, mert gyors növekedésük és könnyű terjeszkedésük miatt sok helyen inváziós fajnak tekinthetők, ami amellett, hogy nehezen kezelhetővé teszi a termesztését, veszélyt jelenthet az őshonos fafajokra is.
Léteznek azonban olyan mesterségesen, laboratóriumi körülmények között létrehozott „klónozott” fajták, melyek csak mikroszaporítással reprodukálhatóak. Ezek a növények sem a természetben maguktól, sem pedig az átlagemberek által nem szaporíthatóak, így teljes mértékben kontrollálható a szaporulatuk.[forrás?]

## Fajok

### Természetes fajok
- Paulownia fortunei
- Paulownia kawakamii
- Paulownia tomentosa, azaz (illatos) császárfa
- Paulownia grandifolia
- Paulownia elongata - smaragdfa
- Paulownia imperialis — Észak-Kínából származik, ahol eredetileg kizárólag császárnők sírjára ültethették. Botanikus először 1838-ban írta le. Európába is betelepítették; a melegebb éghajlatú részeken szórványos. Fiatalon időnként visszafagyhat, és ilyenkor bokorszeren 3 méteres hajtásokat és hatalmas leveleket fejleszt.[1]
- Paulownia fargesii
- Paulownia taiwaniana

### Laboratóriumi fajok
- Paulownia elongata (smaragdfa)
- Paulownia catalpifolia
- Paulownia shantong
- Paulownia Cotevisa 2[5][6]
- Paulownia Clone InVitro 112, azaz oxyfa